# Església dels Sants Arcàngels de Rogoz
L'Església dels Sants Arcàngels (en romanès: Biserica de lemn Sf. Arhangheli) és una de les vuit esglésies de fusta de Maramureş de Romania catalogades com a Patrimoni de la Humanitat per la UNESCO el desembre de 1999. L'estructura es troba al poble de Rogoz a la vall del riu Lăpuș de la zona muntanyosa del nord de Transsilvània.

## Història
L'església va ser construïda l'any 1633, la qual cosa es confirma indirectament per la inscripció a l'entrada que informa els visitants sobre la incursió dels tàrtars el 1661. Va sobreviure a l'última invasió tàrtara de 1717 a la qual es fa referència en una escriptura mural que esmenta el terrorífic any 1717 de l'època dels tàrtars. L'any 1883 es va traslladar de Suciu de Sus al centre del poble de Rogoz al lloc de Santa Paraskeva, una església existent construïda l'any 1701. L'any 1834 es va augmentar la mida de les finestres de la nau. Entre 1960–1961 es va dur a terme una important renovació de l'estructura i es van renovar els terres.

## Estructura
L'església és una estructura de fusta construïda amb taulons que s'uneixen entre si sense l'ús de claus metàl·lics. Les parets de fusta descansen sobre una base de blocs de pedra i còdols. La fusta és d'om i segons la tradició tota aquesta fusta provenia de dos arbres enormes del turó de Dealul Popii. La coberta és de teules de fusta amb ràfecs molt amples que sobresurten les parets. Hi ha una torre a l'extrem de ponent, la posició habitual a les esglésies de fusta de Maramureş. La torre té una agulla i quatre pinacles cantoners, tots penjats amb teules i envoltats per la coberta principal. La nau és estreta i rectangular, allargant-se fins a un presbiteri heptagonal a l'extrem oriental. També hi ha un porxo poligonal. El disseny combina les tradicions ortodoxes amb influències gòtiques. Tant l'interior com l'exterior tenen detalls arquitectònics de fusta tallada, inclosa una decoració de corda retorçada. A la nau hi ha dues finestres i l'altar té una petita finestra circular per on penetren els raigs del sol durant un període de trenta minuts del 1r al 15 d'agost.

## Decoració interior
Totes les parets interiors estan pintades amb murals de colors vius de Nicholas Mann i Radu Munteanu del poble d'Ungureni, que també van produir pintures murals per a l'església de Deseşti i d'altres a la zona de Lăpuş. Les pintures murals daten de 1785 com es documenta en inscripcions en ciríl·lic. Les escenes representades no són coherents, ja que en falten algunes i algunes altres estan fragmentades. El 1834 el sostre i la nau van ser repintats per un artista no identificat.

## Galeria exterior

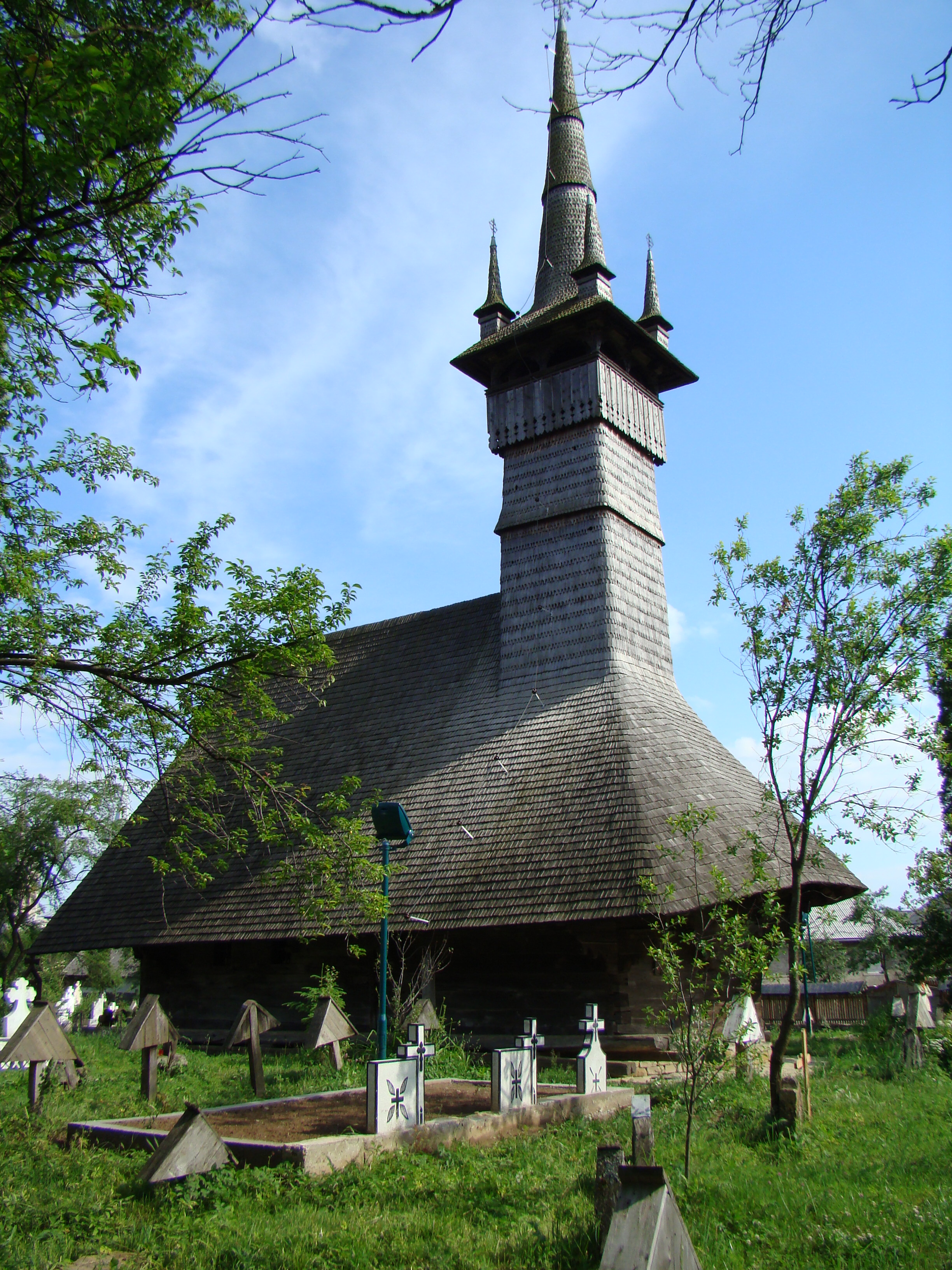
L'església està situada en un cementiri.
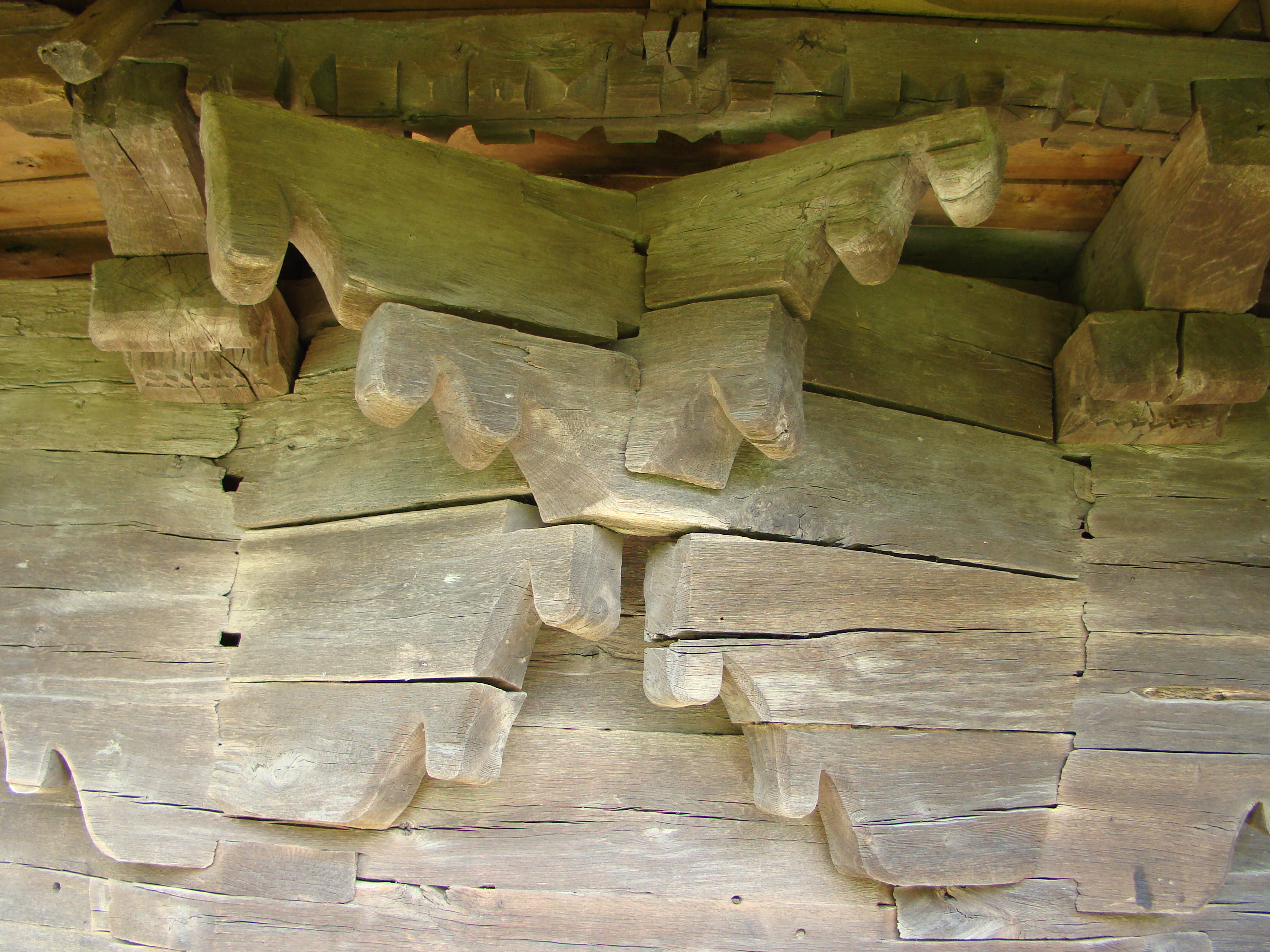
Detall que mostra el mètode d'unió amb «caps de cavalls».
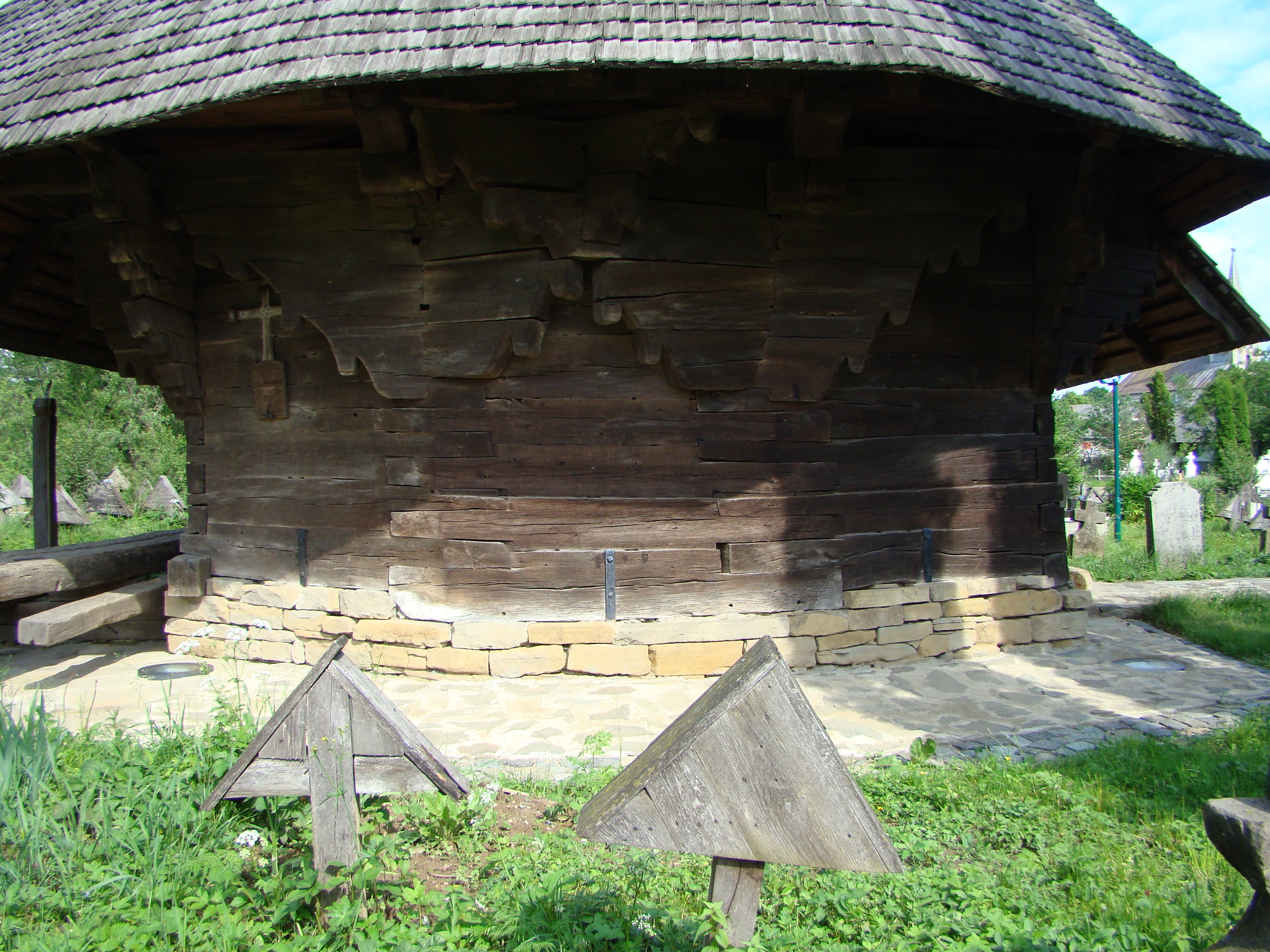
Detall que mostra absis poligonal i base de pedra.
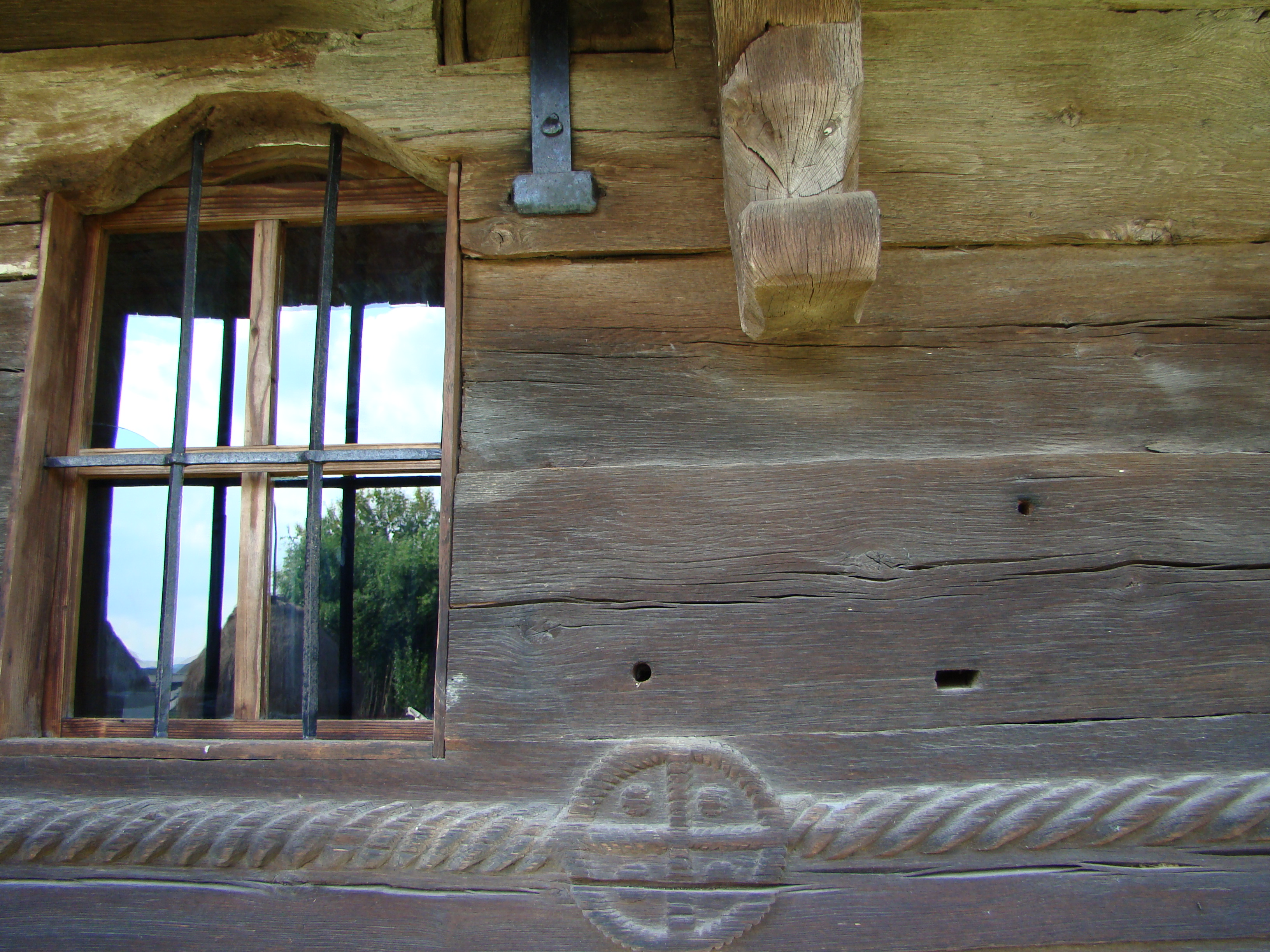
L'exterior està decorat amb cordes i creus tallades.
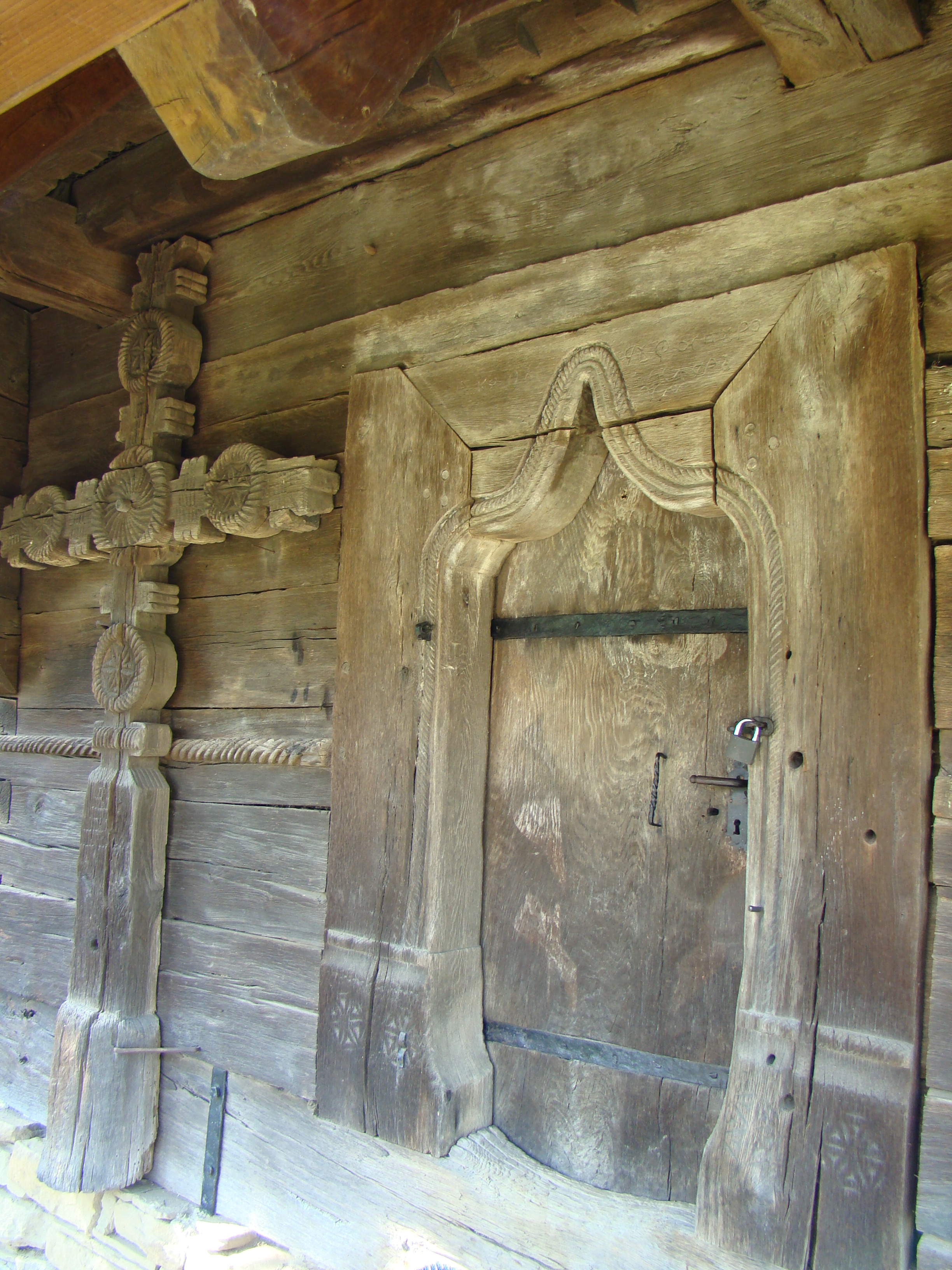
Una inscripció a la porta recorda la invasió tàrtara de 1661.
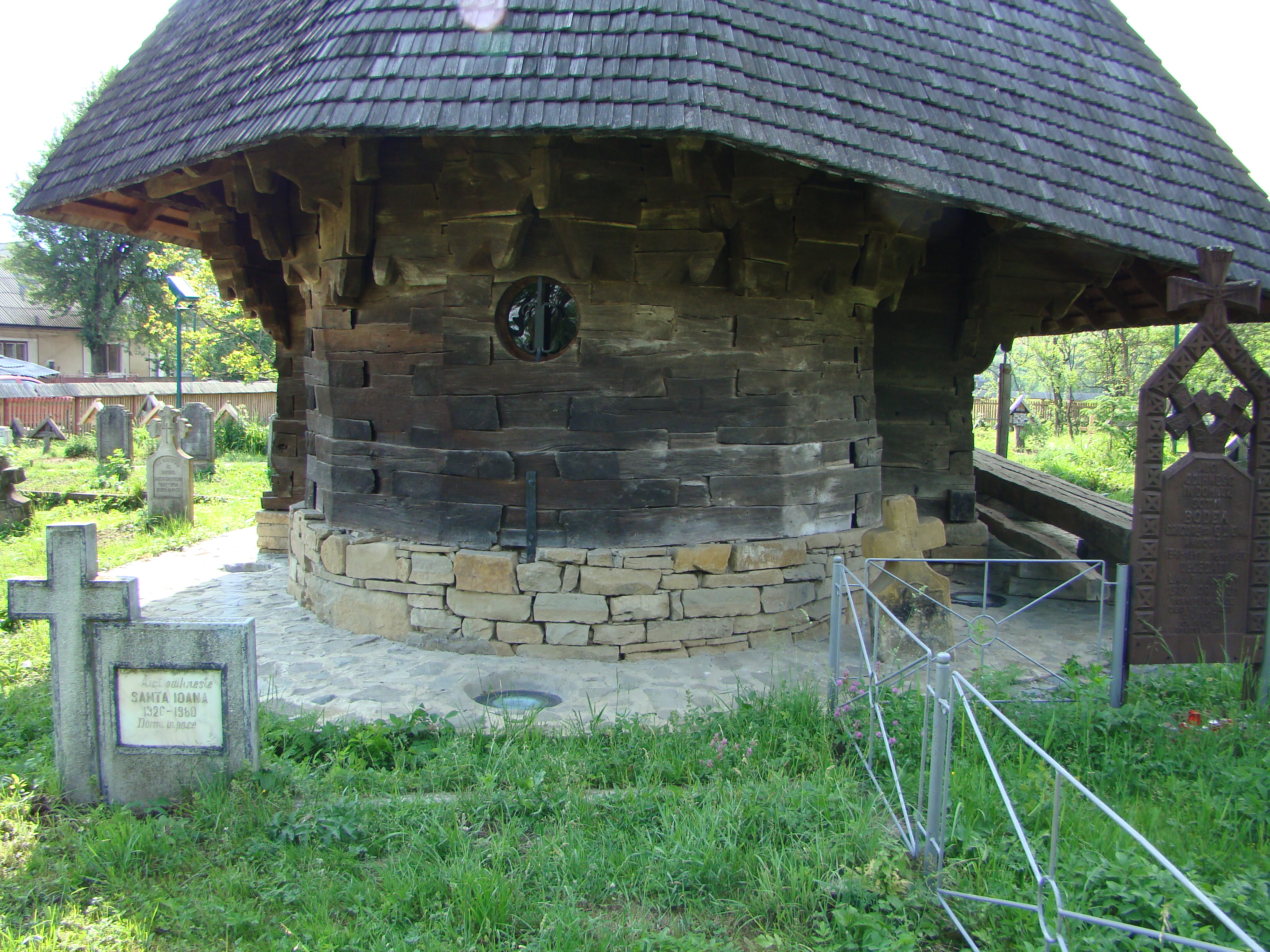
Una finestra rodona poc habitual a l'absis de l'església.

## Galeria interior

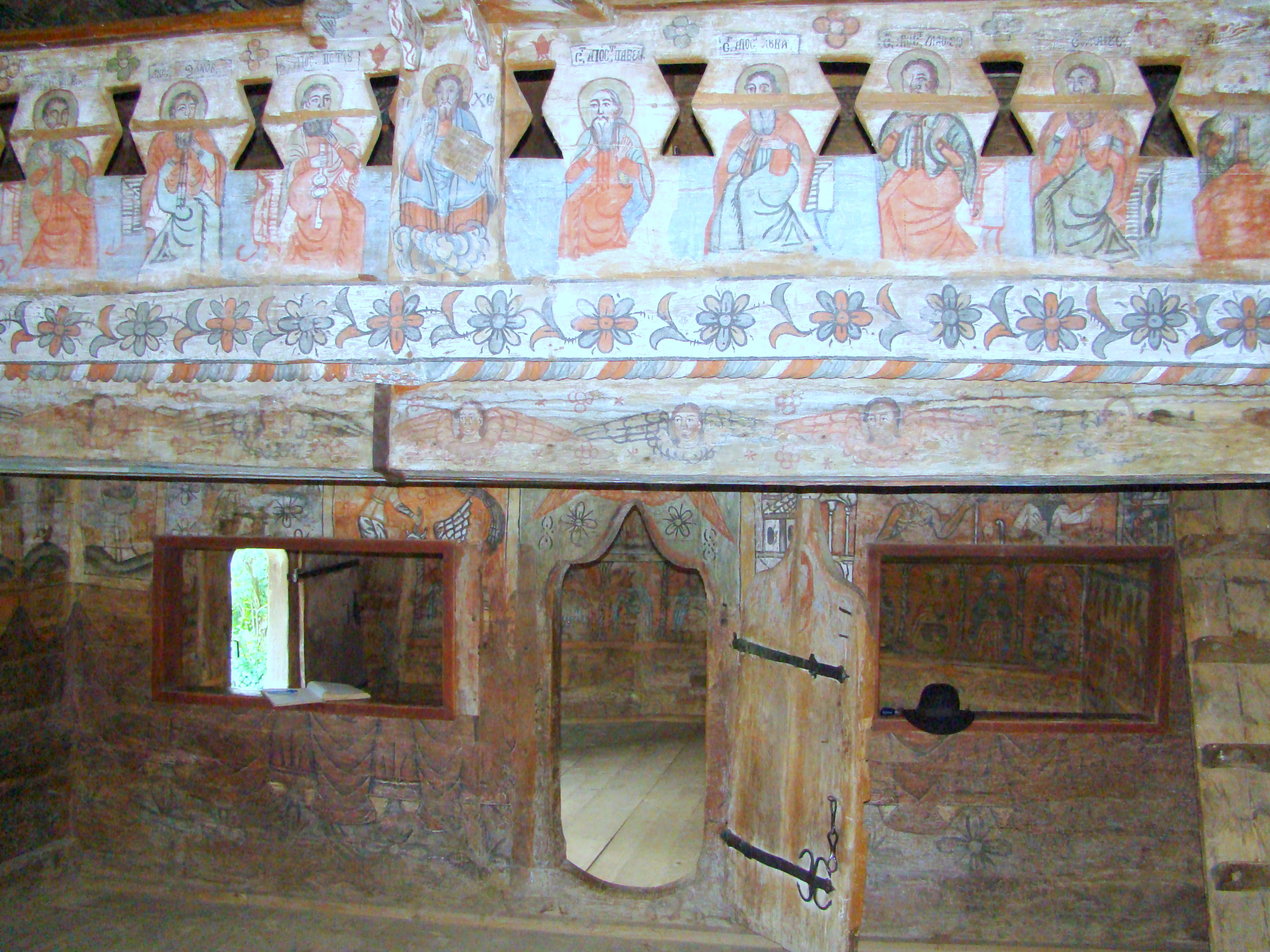
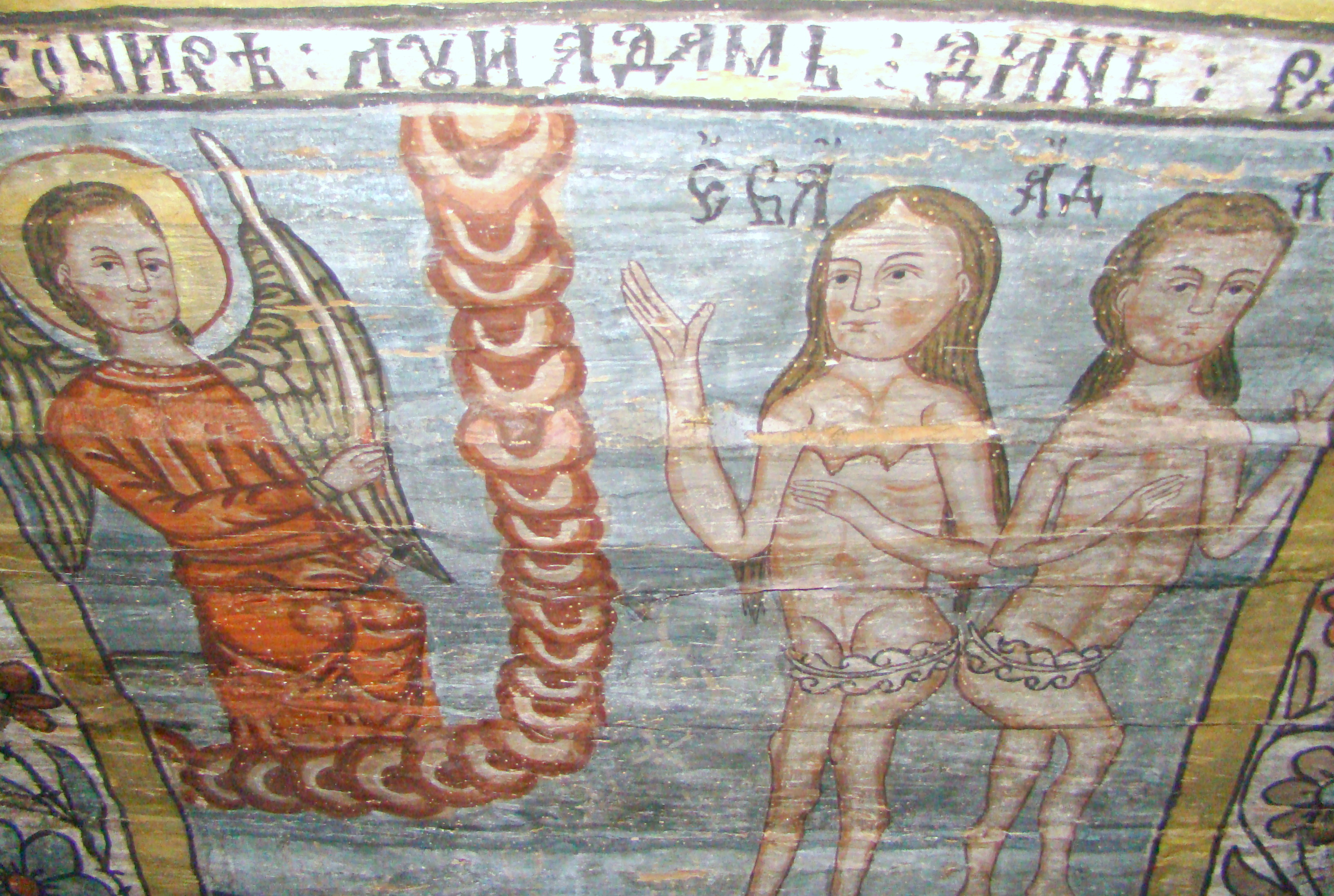
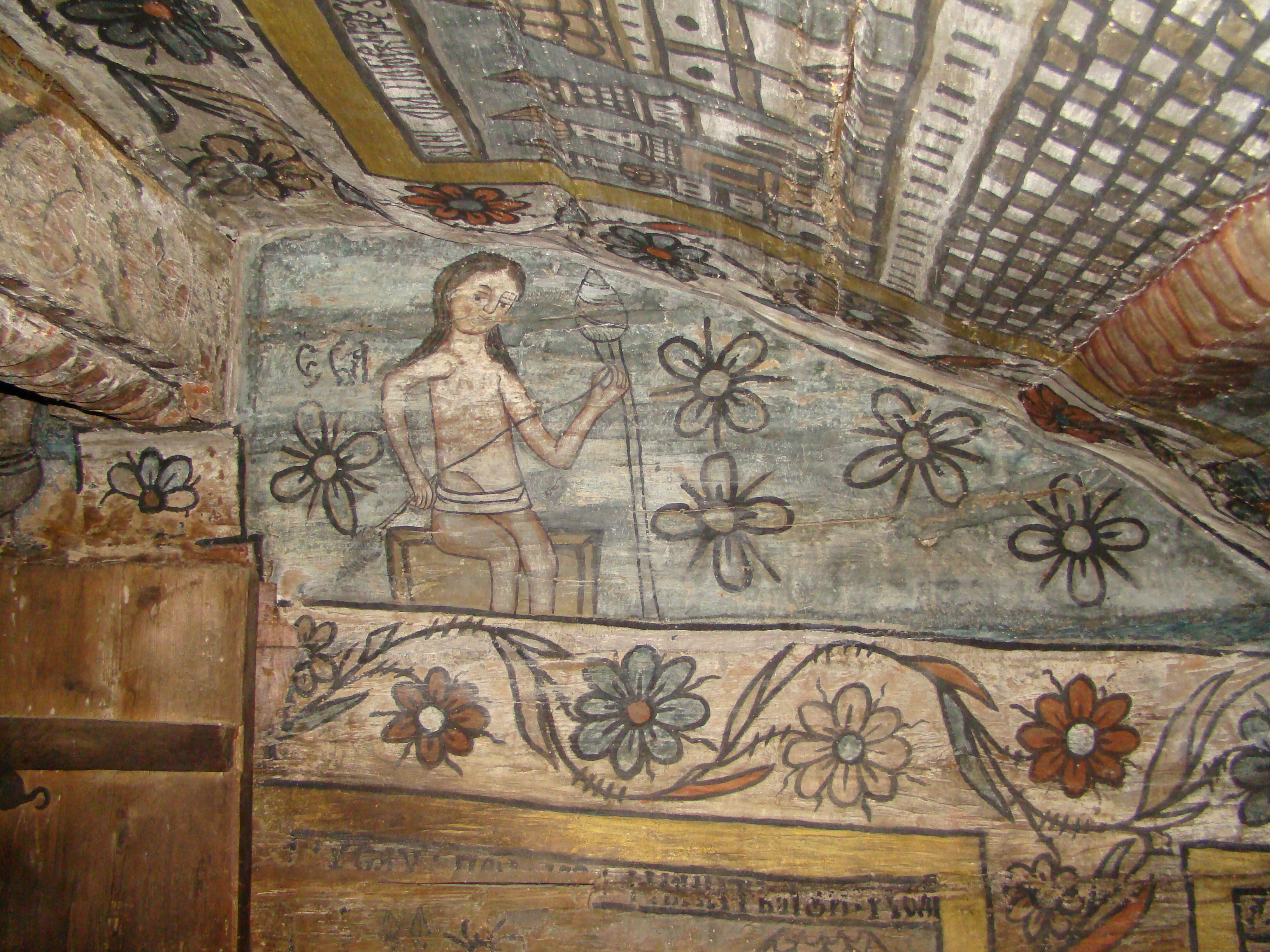
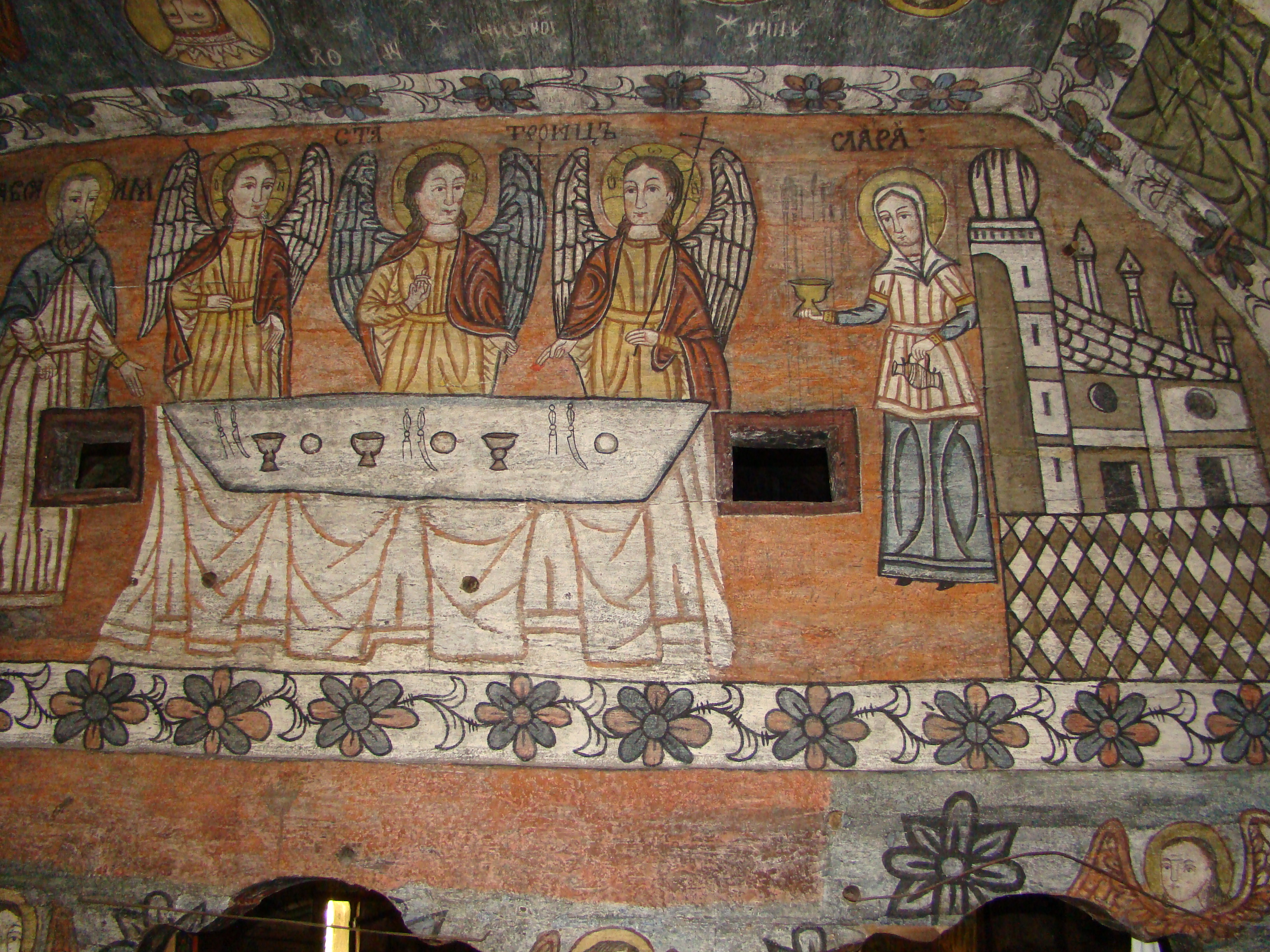
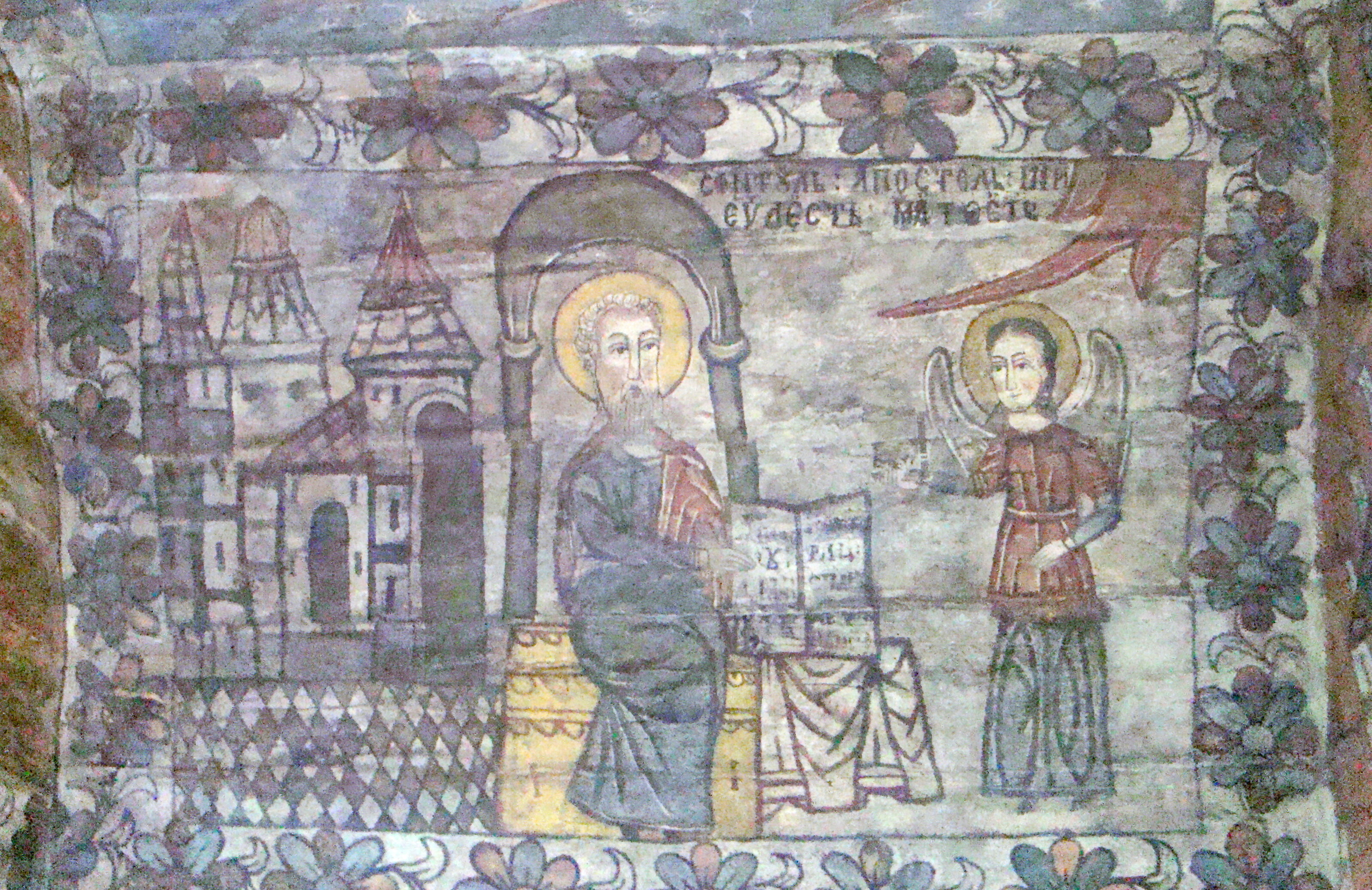
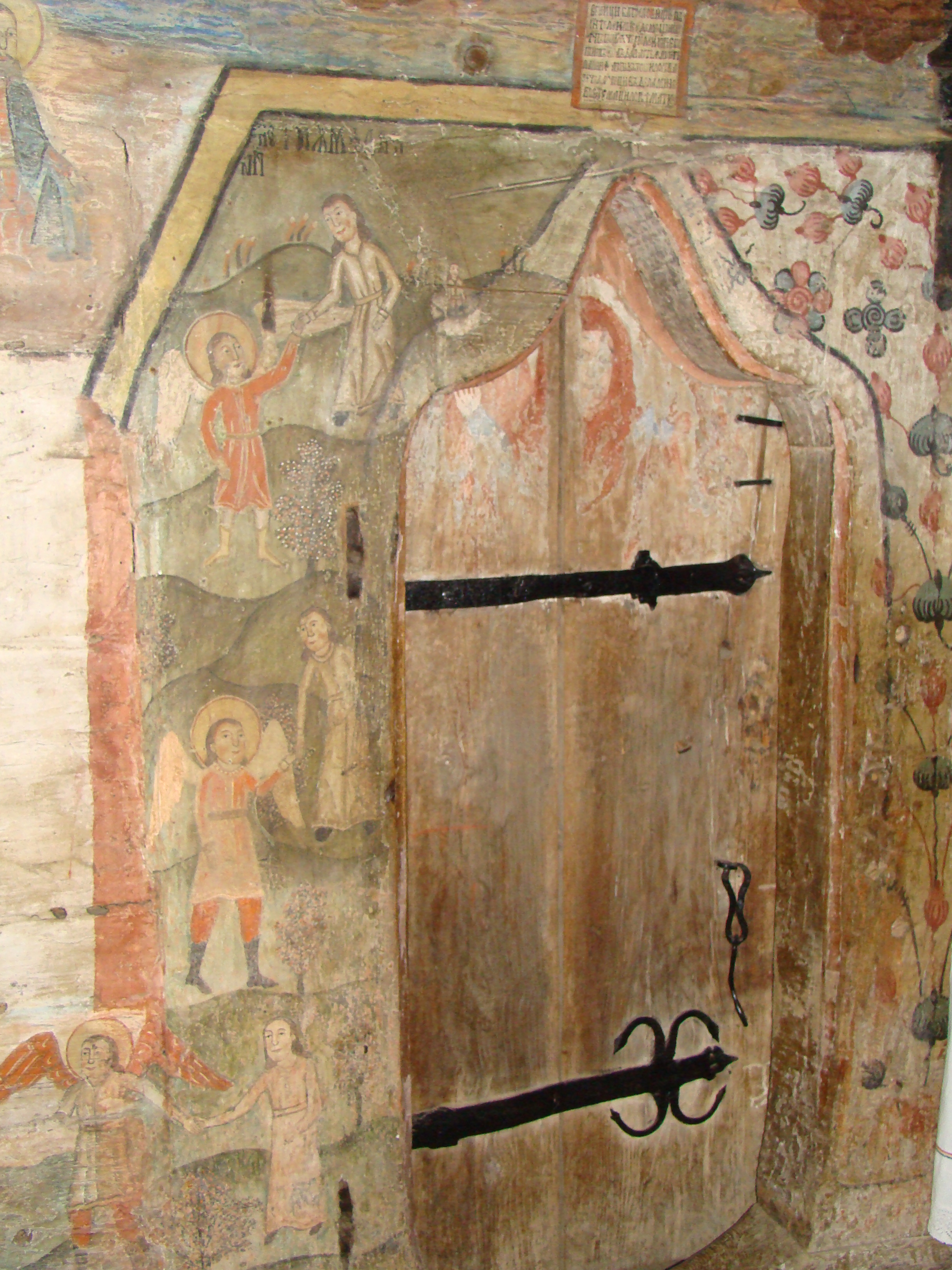
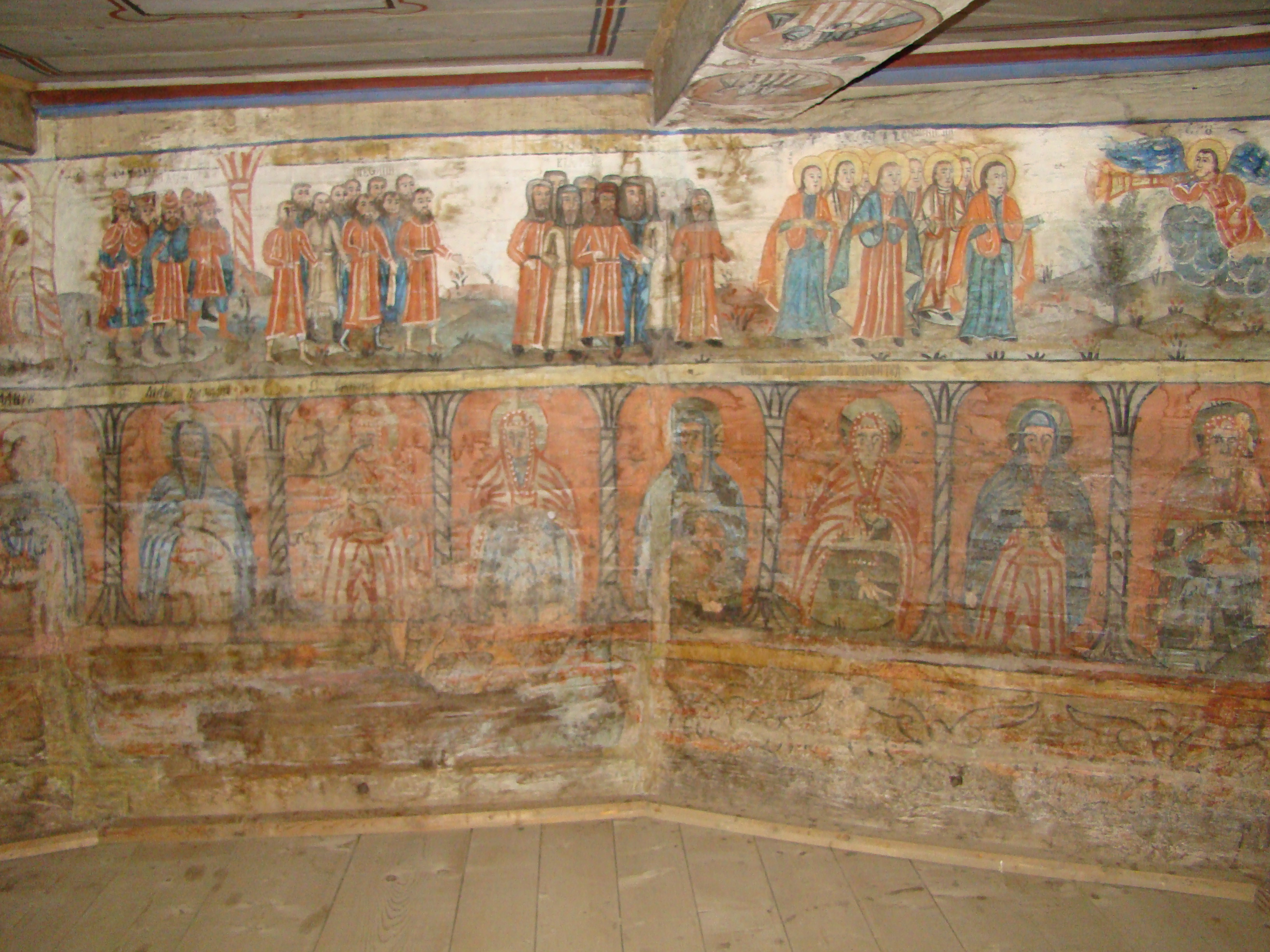
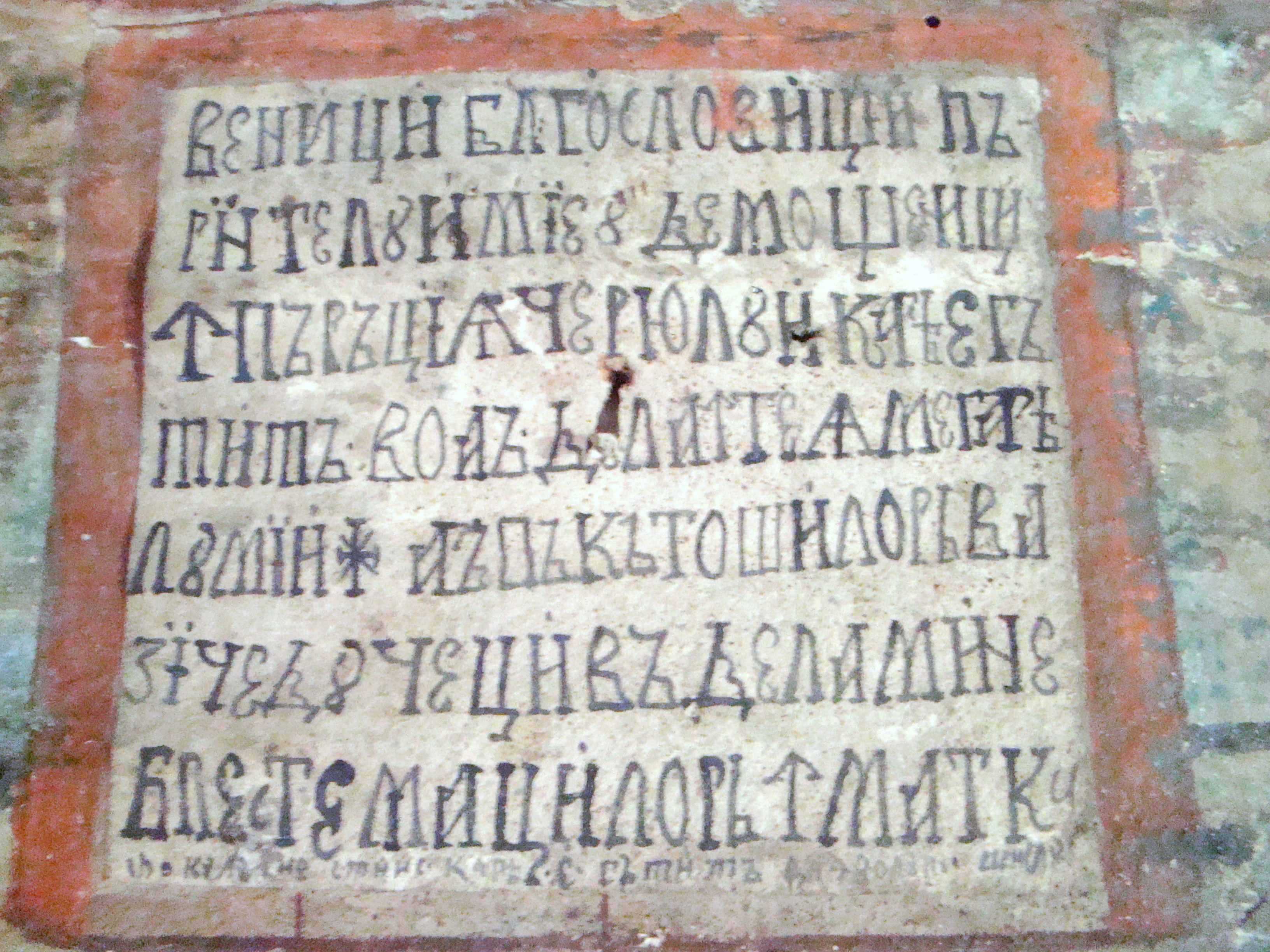